# Alberto Hidalgo
Alberto Hidalgo Lobato (Arequipa, 23 maggio 1897 – Buenos Aires, 12 novembre 1967) è stato un poeta e scrittore peruviano, la cui opera si colloca tra i primi esempi dell'Avanguardia nella letteratura del Perù.

## Biografía
Nacque nella città andina di Arequipa. In gioventù si trasferì a Lima per studiare Medicina all'Università di San Marcos. In seguito abbandonò gli studi per dedicarsi alla letteratura.
Collaborò alla rivista Colónida, pubblicata nel 1916 e diretta da Abraham Valdelomar e pubblicò i suoi primi poemi Panoplia Lírica (1917), Las voces de colores (1918) e Joyería (1919), in cui si evidenziano il suo carattere innovatore e anticonformista di fronte ai canoni della sua epoca.
Nel 1919 ebbe un ruolo importante nell'ambiente avanguardista, partecipò e pubblicò insieme a Borges e Huidobro l'Índice de la nueva poesía americana. Nel 1926 conobbe e lavorò insieme a Xul Solar, Güiraldes, Girondo e Macedonio Fernández.
Oltre alla sua opera poetica pubblicò dei racconti, Los sapos y otras personas (1927). Si dedicò anche ad opere di teatro. Menzione a parte merita una collezione di libri di diffusione dell'opera di Sigmund Freud, pubblicati tra il 1930 e il 1945 con lo pseudonimo di Dr. J. Gómez Nerea, che contribuirono a far conoscere la psicoanalisi in Argentina.
Nel 1953 e nel 1966 fu proposto come candidato al Premio Nobel per la letteratura, senza che questo gli venisse mai assegnato.
Morì a Buenos Aires il 12 novembre 1967, pochi mesi dopo aver ricevuto il Gran Premio de Honor assegnato dalla Fundación Argentina para la Poesía, unico riconoscimento avuto in vita.

## Opera
- Arenga lírica al Emperador de Alemania. Otros poemas. (opera scritta insieme a Miguel Ángel Urquieta) (Arequipa: Tip. Quiroz Hnos. 1916)
- Panoplia lírica. (Lima: Imp. Víctor Fajardo. 1917)
- Cromos cerranos. (Santiago: s/e. 1918)
- Hombres y Bestias. (Arequipa: Edizione dell'autore. 1928)
- Las voces de colores. (Arequipa: s/e. 1918)
- Jardín zoológico. (Arequipa: Tip. Quiroz Perea. 1919)
- Joyería: poemas escogidos. (Buenos Aires: Virus. 1919)
- Muertos, heridos y contusos. (Buenos Aires: Imp. Mercatali. 1920)
- España no existe. (Buenos Aires: Edizione dell'autore. 1921)
- Química del espíritu. (Buenos Aires: Imp. Mercatali. 1923)
- Simplismo: poemas inventados. (Buenos Aires: El Inca. 1925)
- Índice de la nueva poesía americana. (prologo insieme a Jorge Luis Borges e Vicente Huidobro) (Buenos Aires: El Inca. 1926)
- Ubicación de Lenin: poemas de varios lados. (Buenos Aires: El Inca. 1926)
- Los sapos y otras personas. (Buenos Aires: El Inca. 1927)
- Descripción del cielo, poemas de varios lados. (Buenos Aires: El Inca. 1928)
- Actitud de los años. (Buenos Aires: M. Gleizer. 1933)
- Diario de mi sentimiento (1922-1936). (Buenos Aires: Edizione dell'autore. 1937)
- Dimensión del hombre. (Buenos Aires: F.A. Colombo, impresor. 1938)
- Edad del corazón. (Buenos Aires: Edición del Teatro del Pueblo. 1940)
- Tratado de poética. (Buenos Aires: Feria. 1944)
- El universo está cerca. (Buenos Aires: Feria. 1945)
- Oda a Stalin. (Buenos Aires: El Martillo. 1945)
- Poesía de cámara. (Buenos Aires: Gráf. Continental. 1948)
- Anivegral. (Buenos Aires: Mia. 1952)
- Carta al Perú. (Buenos Aires: El Ateneo. 1953)
- Espaciotiempo. (Buenos Aires: Bajel de Plata. 1956)
- Aquí está el anticristo. (Buenos Aires: Máfaga. 1957)
- Odas en contra. (Paris: Tinta de Fuego. 1958)
- Biografía de yomismo: poemas. (Lima: Juan Mejía Baca. 1959)
- Historia peruana verdadera. (Lima: Juan Mejía Baca. 1961)
- Poesía inexpugnable. (Buenos Aires: Conducta. 1962)
- Árbol genealógico. (Lima: Juan Mejía Baca. 1963)
- La vida es de todos. (Buenos Aires: Carro de Tespis. 1965)
- Su excelencia, el buey. (Buenos Aires: Carro de Tespis. 1965)
- Volcánida. (Buenos Aires: Kraft. 1967)